# Manhagener See
Der Manhagener See ist ein See im Kreis Rendsburg-Eckernförde im deutschen Bundesland Schleswig-Holstein nördlich der Ortschaft Langwedel. Der See ist ca. 15 ha groß und bis zu 7,5 m tief.